# Hygrophila polysperma
Hygrophila polysperma, comunament coneguda com a hygrophila nana, és una planta aquàtica en la familia Acanthaceae. És originària de l'Índia i Malàisia, també ha estat introduïda als estats de Florida, Texas i possiblement Virgínia dels Estats Units.

## Usos i cultiu
És fàcil de cultivar i per això és una planta molt popular en els aquaris tropicals. Creixerà encara més ràpid amb bona llum, un substrat amb molts nutrients i amb CO₂. Pot necessitar podes regulars. Es propaga per talls. Una sola fulla pot fer arrels fàcilment.
Es diu que a l'Índia les seves llavors són emprades per la medicina.